# Aljaksej Sučkoŭ
Aljaksej Sučkoŭ (in bielorusso Аляксей Сучкоў?, in russo Алексей Сучков? anglosassone Alyaksey Suchkow, spesso erroneamente traslitterato Aleksey Suchkov, talvolta traslitterato anche nella forma errata Aleksiy Suchkov; Lida, 10 giugno 1981) è un ex calciatore bielorusso, di ruolo centrocampista.

## Carriera

### Nazionale
Ha partecipato agli Europei Under-21 del 2004; tra il 2004 ed il 2006 ha invece giocato complessivamente 8 partite con la nazionale maggiore bielorussa.